# Jules-Rémy Baudon
Jules Rémy Baudon né à Attigny (Ardennes) le 21 octobre 1838 et mort dans la même ville le 9 octobre 1873 est un sculpteur français.

## Biographie
Né à Attigny en 1838, Jules Rémy Baudon manifeste très tôt un intérêt pour les études artistiques et en particulier pour la sculpture. Il part étudier à Paris où il devient l'élève de Félix Sanzel,.
Il débute au Salon de 1866 où il envoie un médaillon en plâtre. En 1868, il expose au Salon l'Enfant au hochet, un plâtre qui fut taillé en marbre puis exposé l’exposition de la Société des amis des arts à Reims en 1873.
Jules Rémy Baudon meurt célibataire le 9 octobre 1873 à Attigny. Il lègue sa fortune à sa ville natale, dont de plus de 30 000 francs pour la construction de l'hôtel de ville qui fut réalisé sur les plans de Boesch, architecte de Reims, et inauguré en 1886. Il lègue aussi une partie de sa fortune aux pauvres de son pays.
Une rue porte aujourd'hui son nom à Attigny, en mémoire de ce legs.

## Œuvres
- Portrait de Mme M. P…, médaillon en plâtre, Salon de 1866 (no 2630).
- L'Enfant au hochet, statue en plâtre, Salon de 1868 (no 3410). Le marbre est exposé au Salon de 1870 (no 4266).
- « À bon chat, bon rat », statue en plâtre, Salon de 1869 (no 3240).